# Lijst van plaatsen in Spanje
Hier volgt een alfabetische lijst met plaatsen in Spanje, inclusief spellingvarianten. Onder 'plaatsen' kunnen in deze context steden, dorpen, archeologische plaatsen, meren, bergen, rivieren, kastelen, paleizen, enzovoorts worden verstaan.
Deze lijst is onder andere bedoeld als eenvoudig overzicht van steden en bezienswaardigheden, met vermelding van eventuele spellingvarianten en klemtoon.

## A
- Ahigal
- Albacete
- Albufera
- Alburquerque
- Alcalá de Henares
- Alcobendas
- Alcorcón
- Aldea del Fresno
- Alegranza
- Algeciras
- Alhambra
- Alicante
- Almería
- Almería
- Altamira (grot)
- Altea
- Andalucia
- Andalusië
- Aranjuez
- Armilla
- Arroyomolinos
- Astorga
- Ávila
- Ayamonte
- Azuel

## B
- Badajoz
- Badalona
- Bailén
- Baños de Montemayor
- Barcarrota
- Barcelona
- Baskenland
- Benidorm
- Biescas
- Bilbao
- Blanes
- Brunete
- Buñol
- Burgos

## C
- Cáceres
- Cádiz
- Calatayud
- Calp
- Canarische Eilanden
- Cartagena
- Cartaya
- Castellón
- Castilië
- Castilië-La Mancha
- Castilla y León
- Catalonië
- Cedeira
- Cerceda
- Cercedilla
- Ceuta
- Ciudad Real
- Ciudad Rodrigo
- Córdoba
- Coria
- A Coruña
- Costa Blanca
- Costa Brava
- Coto de Doñana
- Coto Doñana
- Cuenca

## D
- Dénia
- Don Benito
- Dos Hermanas

## E
- Elx
- Eljas
- Euskadi
- Extremadura

## F
- Fuenlabrada
- Fuerteventura

## G
- Galicië
- Getafe
- Gibraleón
- Gijón
- Girona
- La Gomera
- Graciosa
- Granada
- Gran Canaria
- La Granja de Granadilla
- Guadalajara
- Guadalest
- Guadalquivir
- Guijo de Granadilla

## H
- Hernani
- Hervás
- El Hierro
- L'Hospitalet de l'Infant
- L'Hospitalet de Llobregat
- Hoyo de Manzanares
- Huelva
- Huesca

## I
- Iberisch Schiereiland
- Ibiza
- Iruña
- Isla Cristina

## J
- Jaca
- Jaén
- Jávea
- La Jonquera

## K
- Castilië
- Castilië-La Mancha
- Castilië en León

## L
- Lanzarote
- Leganés
- León
- Lepe
- La Línea de la Concepción
- Lleida
- Logroño
- Lugo
- Llodio

## M
- Madrid
- Málaga
- Mallorca
- Manzanares
- Marbella
- Marbilla
- Mazarrón
- Mejorada del Campo
- Medellín
- Melilla
- Méntrida
- Miami Playa
- Middellandse Zee
- Menorca
- Montehermoso
- Montejo de la Sierra
- Moraleja
- Móstoles
- Murcia

## N
- Navacerrada
- Navalcarnero
- Navalmoral de la Mata
- Navarra

## O
- Olivenza
- Ourense
- Oropesa
- Oviedo

## P
- País Vasco
- Palencia
- Palma
- Las Palmas de Gran Canaria
- La Palma
- Palmitos Park
- Pals
- Pamplona
- Pola de Lena
- Pinto
- Plasencia
- Pontevedra
- Pozuelo de Alarcón
- Pyreneeën

## Q
- Quijorna

## R
- Reus
- Ribadesella
- Robledo de Chavela
- Rota
- Roquetas de Mar

## S
- Sagrada Família
- Salamanca
- Salduba
- Salou
- San Fernando de Henares
- San Lorenzo de El Escorial
- San Martín de la Vega
- San Martín de Trevejo
- San Martín y Mudrián
- San Sebastián
- San Sebastián de los Reyes
- San Vicente de la Barquera
- Santa Cruz de Tenerife
- Santander
- Santibañez el Alto
- Santibañez el Bajo
- Segovia
- Sevilla
- Seville
- Sevilla la Nueva
- Soria
- Straat van Gibraltar
- Sierra Nevada

## T
- Taag
- Tarifa
- Tarragona
- Tenerife
- Teruel
- Tharsis
- Tres Cantos
- Treviño
- Trujillo
- Toledo
- Torrejón de Ardoz
- Torremolinos
- Torrevieja

## U
- Úbeda

## V
- Valdemoro
- Valdeobispo
- Valencia
- Valladolid
- Valverde del Fresno
- Velilla de San Antonio
- Villablanca
- Villajoyosa
- Villajoyosa
- Villalba
- Villanueva del Pardillo
- Villaviciosa de Odón
- Vitoria

## Z
- Zamora
- Zaragoza
- Zarautz
- Zarza de Granadillar